# Vodní mlýn v Kožlí
Vodní mlýn v Kožlí u Neveklova v okrese Benešov je vodní mlýn, který stojí na Janovickém potoce. Je chráněn jako nemovitá kulturní památka České republiky; předmětem ochrany je areál vodního mlýna č.e.2 - mlýnice s obytnou částí včetně technického zařízení mlýna.

## Historie
Mlýn zvaný také Kloudovský byl mlýnem panským. Podle zápisu ze dne 2. června 1759 koupil tento mlýn od důchodu Františka, Václava hraběte z Vrtby Matěj Paris za 340 zlatých rýnských. V té době to byl mlýn o jednom složení se stoupou a patřilo k němu 6 strychů urbálních polí.
Mlýn byl v provozu ještě v roce 1930.

## Popis
Areál mlýny obsahuje tři na sebe navazující stavby na půdorysu písmene U. Kromě mlýnice a obytné části se zde dochovalo technické zařízení mlýna - mlýnská hranice v suterénu budovy mlýnice, palečné kolo v suterénu, části převodů, zejména kovové hřídele a převodová kola, mlýnské složení s kamennými mlýnskými koly v přízemí mlýnice, válcový mlýn firmy Jan Prokopec, původní elektrická rozvodná deska vedle vstupu do mlýnice, dva vysévače, centrifuga na odstranění plev v přízemí mlýnice, dopravníky, pomocná zařízení v patře mlýnice jako pozůstatky převodu pohonu vedoucího od mlýnice do stodoly, bývalé hospodářské stavení, stodola a náhon.
Voda vedla na vodní kolo od rybníka náhonem. V roce 1930 zde bylo 1 kolo na svrchní vodu o průtoku 0,18 m³/s, spádu 3,2 metru a výkonu 5 k.

## Okolí mlýna
Kolem mlýna vede turistická značená trasa  0025 do Neveklova a Sedlčan. Východně od mlýna se nachází hradiště Chvojen a jižně pozůstatky hradu Kožlí.